# Seilwinderhaus

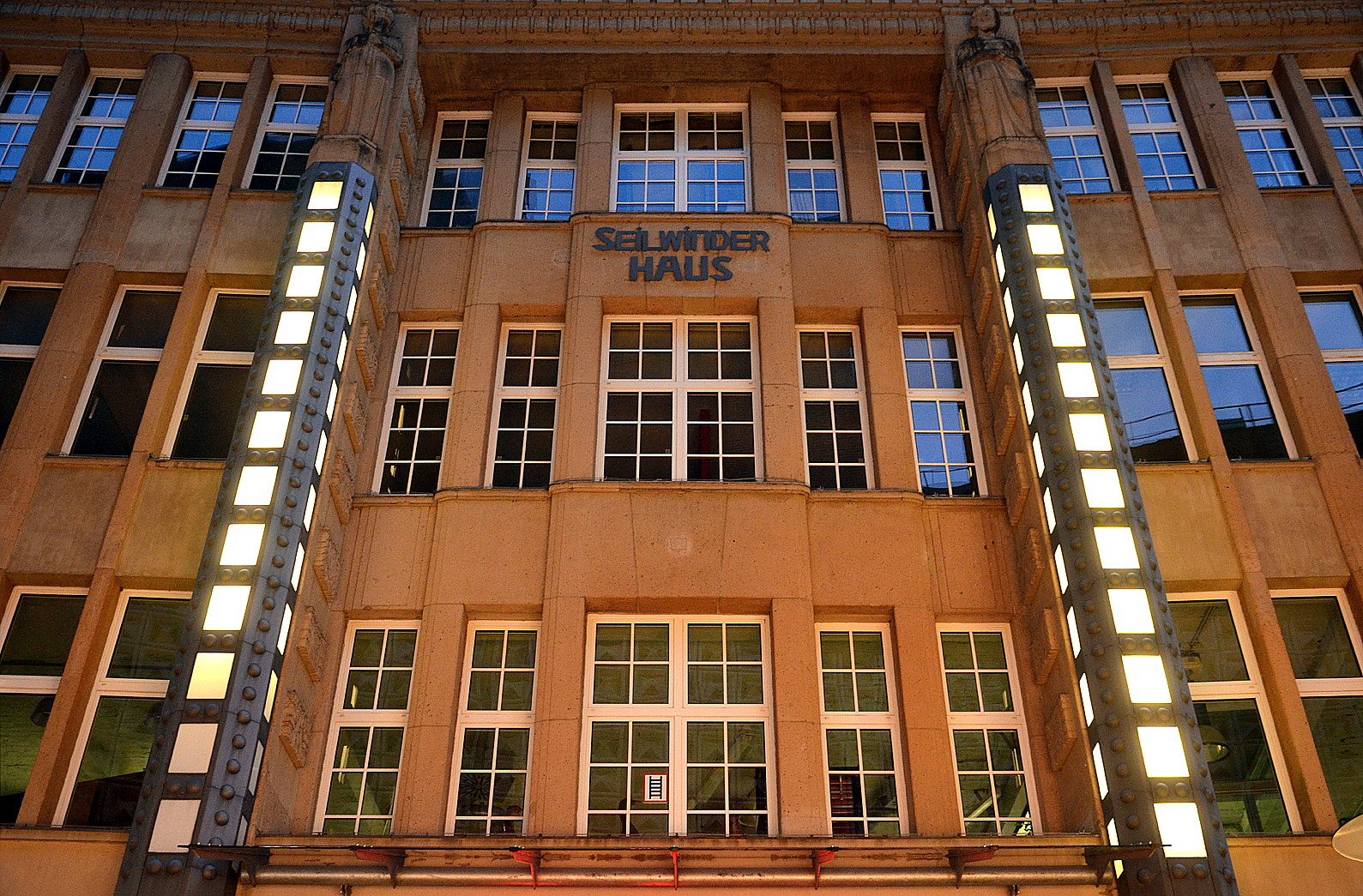
Fassade (Detail) des Seilwinderhauses mit den Karyatiden und den Leuchtbändern zur blauen Stunde

Das Seilwinderhaus in Hannover ist ein Anfang des 20. Jahrhunderts errichtetes Büro- und Geschäftshaus, dessen denkmalgerechte Wiederherstellung der Fassade mit dem Preis für Denkmalpflege der Niedersächsischen Sparkassenstiftung ausgezeichnet wurde. Standort ist die Seilwinderstraße 4 und 5 in der Altstadt Hannovers in Sichtweite der Marktkirche im heutigen Stadtteil Mitte.

## Geschichte und Beschreibung

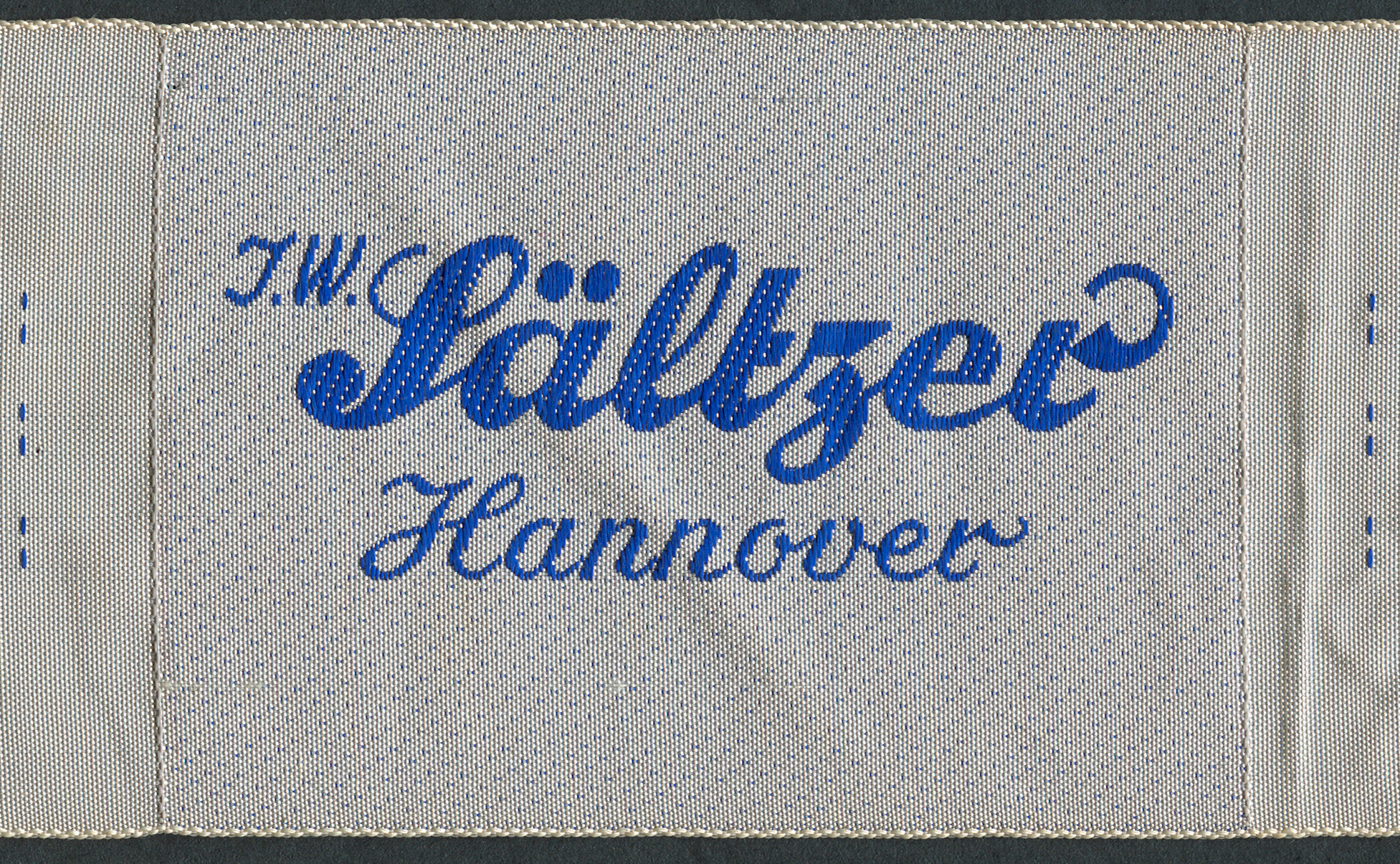
Maschinengewirktes Gewebeband der Firma J. W. Sältzer, 1912 Bauherr des Seilwinderhauses

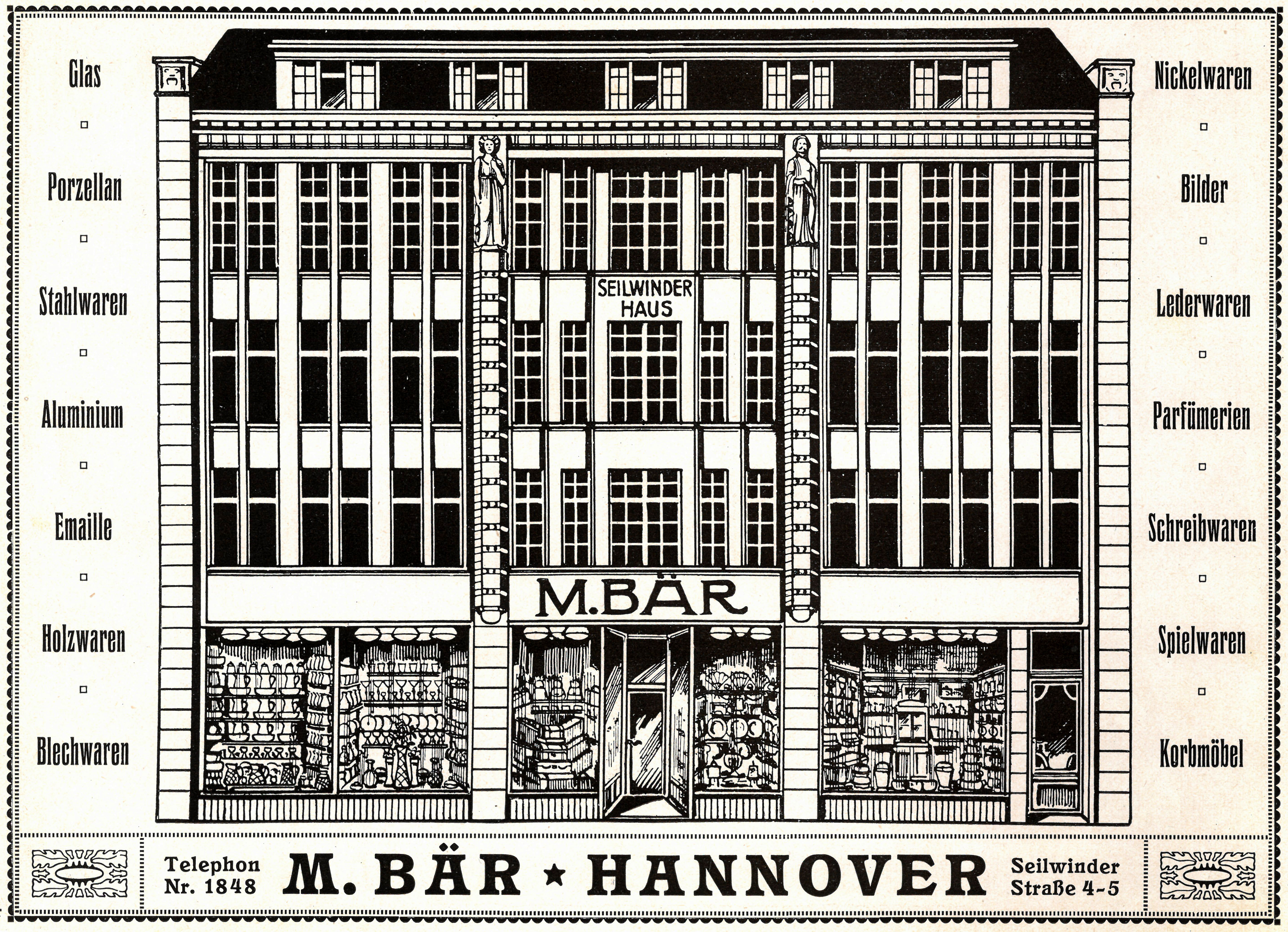
Das Seilwinderhaus mit dem Zusatz M. Bär in einer Zeichnung der Schrift Neu-Hannover. Festschrift des Hannoverschen Couriers zur Rathaus-Weihe 1913

Während die Seilwinderstraße unter anderen Namen bereits seit dem Mittelalter vielfach erwähnt wurde, fand das sogenannte Alberti'sche Haus unter der späteren Hausnummer 4 zur Zeit des Kurfürstentums Hannover besondere Beachtung: Das Haus des Freimaurers Alberti wurde zum Johannisfest am 28. Juni 1779 als Logenhaus eingeweiht.
Nachdem zur Zeit des Königreichs Hannover in einem Hinteranbau an das Haus des Grafen Hardenberg in der Osterstraße 16 Ecke Seilwinderstraße der Architekt Conrad Wilhelm Hase zwei große Saalbauten entworfen hatte, wurden dekorative Teile aus diesen Sälen in den späteren Gebäudekomplex Seilwinderstraße 4 und 5 versetzt.
Noch in der späten Gründerzeit des Deutschen Kaiserreichs standen an Stelle des heutigen Seilwinderhauses zu Beginn des 20. Jahrhunderts die beiden älteren Gebäude mit den Hausnummern 4 und 5. Als die Firma J. W. Sältzer ihr Kaufhaus in der Seilwinderstraße durch den Architekten Wilhelm Mackensen im Jahr 1912 vergrößern und umgestalten ließ, erwarb sie im selben Jahr die beiden gegenüberliegenden Altbauten, um dort nun einen größeren Neubau errichten zu lassen. Zur Vermietung an kleine Geschäfte und als Büroräume erhob sich nun bald ein Stahlskelettbau mit einer Fassade aus Tuffstein. Das Büro- und Geschäftshaus trug – ausweislich der Geschäftsadresse des Ingenieurs Theo Schmidt – bereits 1914 seinen heutigen Namen.
Während der Luftangriffe auf Hannover im Zweiten Weltkrieg wurde das Seilwinderhaus durch Fliegerbomben stark beschädigt.
Kurz vor der Expo 2000 entschieden sich der damalige Eigentümer gemeinsam mit dem beauftragten Architekten für eine denkmalgerechte Wiederherstellung der Fassade. In der Folge erhielten das Ladengeschäft und die Schaufenster ihre ursprüngliche Höhe in der historischen Wandebene zwischen den Pfeilern zurück. Das Gebäude wurde so optisch wieder auf den Boden gestellt, die Fassade in ihrer ursprünglichen und ausgewogenen Proportionierung wieder ablesbar gestaltet. Vervollständigt wurde das Bild zudem durch die Sanierung der Karyatiden, die rekonstruierten Leuchtenbänder sowie den bronzenen Schriftzug „Seilwinderhaus“.